# Campeonato Paulista 1944
In 1944 werd het 43ste Campeonato Paulista gespeeld voor clubs uit de Braziliaanse staat São Paulo. De competitie werd gespeeld van 19 maart tot 15 oktober. Palmeiras werd kampioen.

## Eindstand
| Plaats | Club                | Wed. | W  | G | V  | Saldo | Ptn. |
| ------ | ------------------- | ---- | -- | - | -- | ----- | ---- |
| 1.     | Palmeiras           | 20   | 15 | 2 | 3  | 50:19 | 32   |
| 2.     | São Paulo           | 20   | 13 | 3 | 4  | 69:32 | 29   |
| 3.     | Corinthians         | 20   | 12 | 4 | 4  | 55:35 | 28   |
| 4.     | Ypiranga            | 20   | 10 | 3 | 7  | 37:29 | 23   |
| 5.     | São Paulo Railway   | 20   | 9  | 3 | 8  | 41:48 | 21   |
| 6.     | Santos              | 20   | 8  | 4 | 8  | 39:41 | 20   |
| 7.     | Juventus            | 20   | 7  | 4 | 9  | 39:49 | 18   |
| 7.     | Comercial           | 20   | 8  | 2 | 10 | 37:57 | 18   |
| 9.     | Portuguesa          | 20   | 3  | 6 | 11 | 29:47 | 12   |
| 10.    | Jabaquara           | 20   | 5  | 0 | 15 | 38:50 | 10   |
| 11.    | Portuguesa Santista | 20   | 3  | 3 | 14 | 37:69 | 9    |

|  | Kampioen |

### Kampioen
| Campeonato Paulista de 1944    |
| São Paulo                      |
| ------------------------------ |
| PALMEIRAS Kampioen (10° titel) |

## Topschutter
| Speler            | Speler   | Goals | Club      |
| ----------------- | -------- | ----- | --------- |
| Vlag van Brazilië | Luisinho | 22    | São Paulo |